# サーフサイド6

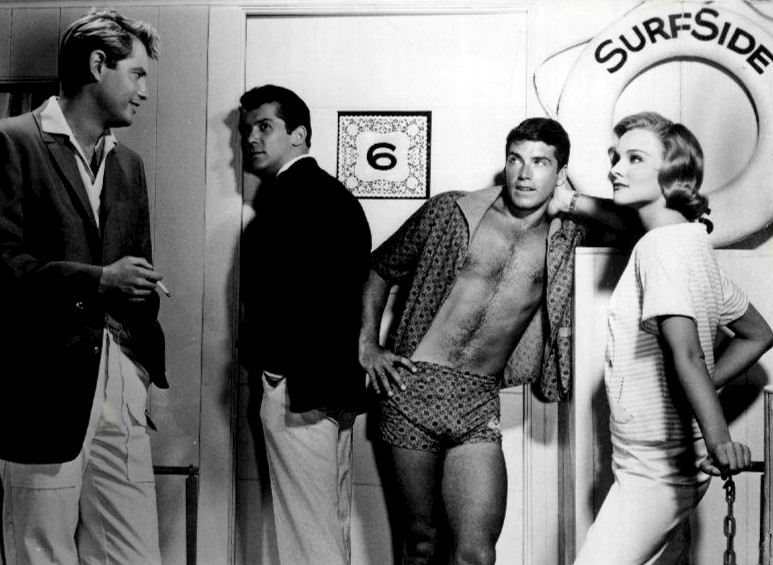
Surfside 6 左からトロイ・ドナヒュー, リー・パターソン, ヴァン・ウイリアムズ,ダイアン・マクベイン

『サーフサイド6』（原題：Surfside 6）は、1960年から1962年にかけてアメリカ・ABCにて放映されたテレビシリーズ。ワーナー・ブラザース・テレビジョン製作。当時のワーナーが、テレビ映画の私立探偵物で本作以外にも製作した『サンセット77』『ハワイアンアイ（英語版）』『バーボンストリート（英語版）』らと併せ、「私立探偵四部作」とも称される。

## 概要

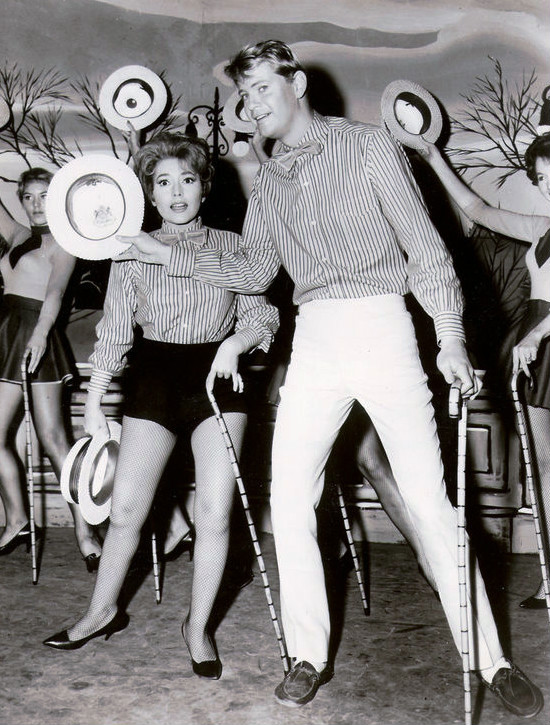
マルガリータ・シェラ(左)とトロイ・ドナヒュー

放映当時は『サンセット77』の青春版とも言われたTVシリーズで、フロリダ州マイアミビーチのヨットハーバーの6号埠頭に停泊しているハウスボート（それゆえ「サーフサイド6」と呼ばれる）を探偵事務所にする3人の若い私立探偵の活躍を描いている。
『サンセット77』の洒落た大人びた雰囲気ではなく、若くてリッチでトロピカルなムードを前面に出し、3人とも事件解決よりも女の子と遊ぶ方に夢中となる。ボートの所有者で億万長者のサンディ・ウインフィールド2世（トロイ・ドナヒュー）、兄貴分のデイブ・ソーン（リー・パタースン（英語版））、弟分のケニー・マディソン（ヴァン・ウィリアムズ）。そのガールフレンドが隣りのハウスボートに住む金髪の女性ダフィ（ダイアン・マクベイン（英語版））と近くのナイトクラブの歌姫チャチャ（マルガリータ・シェラ（英語版））。『サンセット77』の姉妹編なので、ジェフ・スペンサー探偵（ロジャー・スミス（英語版））が友情出演している。

## 放送
アメリカでは、1960年10月から2シーズン放送されて全74話が放映された。日本では1961年10月7日から1963年11月2日までTBSの土曜夜8時から放送され、途中1962年5月からはプロボクシング中継「ビッグファイト」と交互に放送された。

## キャスト
役名、俳優、日本語吹き替え。
- サンディ・ウインフィールド2世 - トロイ・ドナヒュー（石浜朗）
- デイブ・ソーン - リー・パタースン（勝田久）
- ケニー・マディソン - ヴァン・ウィリアムズ（井上孝雄）
- ダフィ - ダイアン・マクベイン（馬淵晴子）
- チャチャ - マルガリータ・シェラ（魚住純子）

## 備考
- サンディ・ウインフィールド2世を演じたトロイ・ドナヒューは、この当時青春スターとして絶頂期で、『恋愛専科』『避暑地の出来事』『パームスプリングスの週末』『遠い喇叭』に主演していた。しかし1960年代後半になると人気が落ち、1972年の『ゴッドファーザー』では端役を演じている。
- デイブ・ソーンを演じたリー・パタースンはカナダのバンクーバー生まれで、本作への出演後も1960年代はアメリカの各テレビシリーズに出演し、1980年代までいろんなドラマで活躍した。
- ケニー・マディソンを演じたのはヴァン・ウィリアムズ。このケニー・マディソンはもともと前年製作の『バーボンストリート』の探偵で、そのまま本作にも継続されて引き続きヴァン・ウイリアムズが演じている。そして『サーフサイド6』終了後、『グリーン・ホーネット』で主役を演じて、その時に共演したのが若き日のブルース・リーである[6]。
- ダフィ役のダイアン・マクベインは、本作のレギュラー陣ではその後もテレビ映画の世界で最も長く活躍し、『バークにまかせろ』『バットマン』『ワイルドウエスト』『ナポレオンソロ』『チャーリーズ・エンジェル』『ダラス』など数々のテレビシリーズで客演している。
- チャチャを演じたマルガリータ・シェラは、本作が終了した直後に重い心臓病を患い、1963年9月に急死している。わずか27歳であった。
- 帝人（1962年10月までは「帝国人造絹絲」）の一社提供[7]。
- 1982年に行われた「スーパーニッカ」（ニッカウヰスキー）CMのシリーズ「スーパーメモリーシリーズ」の一つとして、本作が取り上げ、CMにはトロイ・ドナヒューが出演した。

## 注・出典
1. 1 2  キネマ旬報臨時増刊「テレビの黄金伝説～外国テレビドラマの50年～ 」109P 参照
2. ↑  SCREEN特編版「なつかしの外国TVシリーズ」86P 参照
3. ↑  SCREEN特編版「なつかしの外国TVシリーズ」87P 参照
4. ↑  当初は20:00 - 21:00だったが、1962年10月よりスポットニュース『JNNフラッシュニュース』設置に伴い、20:00 - 20:56に短縮された。
5. ↑  当時TBS系列では野球シーズンに入ると、毎週水曜日、土曜日、日曜日の週3日でナイター中継を行っていたが、この1962年から土曜日のナイター中継をやめてボクシング中継に切り替え、『サーフサイド6』との隔週放送となった。しかし、その2年後の1964年5月16日の『逃亡者』の放送開始からボクシング中継も終了している。
6. ↑  「アメリカTVドラマ劇場」 71P参照
7. ↑  なお帝人は土曜19時台前半枠から提供枠を移動しての放送だったが、本作を以て一社提供を終了した。「TBS50年史 資料編」（東京放送）135 - 141頁 2002年